# Lex Gellia Cornelia
Gellia Cornelia es una ley romana datada el 72 a. C. (681 de la fundación de Roma), que dio a Pompeyo Magno poder discrecional para otorgar la ciudadanía romana, tras el derecho de consilium (de consilii sententia, Cic. pro Balb. 8, 14).
Fue establecida bajo los cónsules Lucio Gelio Publícola y Gneo Cornelio Léntulo Clodiano; la ley reconoció genéricamente la condición de ciudadanos romanos a todos a los que Pompeyo se la había otorgado, lo que había ocurrido básicamente en Hispania.